# Éditions du Noroît
Pour les articles homonymes, voir Noroît.
Les Éditions du Noroît est une maison d'édition francophone de poésie et d'essai située à Montréal, au Québec. Ses livres sont distribués au Canada et en France. Elle a été fondée en 1971 par René Bonenfant et sa conjointe poétesse et illustratrice Célyne Fortin. Après avoir été dirigée par Paul Bélanger, Hélène Dorion et Patrick Lafontaine, la maison d’édition est désormais co-dirigée par Charlotte Francœur et Mélissa Labonté.

## Historique

### Les débuts
En 1971, René Bonenfant et Célyne Fortin travaillent dans l'édition universitaire au sein des Presses de l'Université de Montréal, mais ont le projet de mettre sur pied leur propre maison d'édition, plus particulièrement dans le champ de la poésie. C'est par un heureux hasard, à la suite d'une discussion avec leur collègue de travail Alexis Lefrançois qui leur soumet un manuscrit, que Bonenfant et Fortin y voient l'occasion de lancer leur propre maison d'édition. René Bonenfant, originaire de l'Abitibi, est habitué d'entendre le mot Noroît qui signifie « vent du nord-ouest ». Il y voit aussi un parallèle à faire avec l'idée d'un nouveau souffle dans le milieu de l'édition.
Le premier recueil de la nouvelle maison d'édition n'est autre que Calcaires, le manuscrit proposé par Alexis Lefrançois, illustré par Miljenko Horvat qui participent d'ailleurs à part égale au financement de cette première publication, la très jeune maison ne bénéficiant pas du soutien de l'État. Deux titres par année sont d'abord publiés, mais grâce au soutien du Conseil des arts du Canada, les Éditions du Noroît produisent six titres en moyenne entre 1975 et 1979.
Les manuscrits sont soumis en grand nombre, ce qui incite Célyne Fortin et René Bonenfant à resserrer leurs critères de sélection afin de favoriser des « textes qui tout en proposant une expérience d'écriture, voire en travaillant à l'éclatement des genres, demeurent accessibles [au plus grand nombre] ». Ce qui caractérise la jeune maison d'édition, c'est aussi la vision de Fortin et Bonenfant qui refusent les idéologies, les théories de l'avant-garde et l'hermétisme littéraire  tout en insistant sur l'importance de la relation amicale, à leurs yeux, entre les éditeurs et leurs auteurs,.

## Quelques auteurs publiés
- Geneviève Amyot
- Martine Audet
- Michel Beaulieu
- Mélina Bernier
- Marc André Brouillette
- Antoine Boisclair
- Geneviève Boudreau
- Geneviève Boutin
- Jacques Brault
- Sarah Brunet Dragon
- Francis Catalano
- France Cayouette
- Virginie Chaloux-Gendron
- Paul Chamberland
- Jean Chapdelaine Gagnon
- Martin Gagnon
- Jonathan Charette
- Guy Cloutier
- Patrick Coppens
- Joseph Cornell
- Hugues Corriveau
- Michel Côté
- Normand de Bellefeuille
- Monique Deland
- Michael Delisle
- Francine Déry
- Denise Desautels
- Louise Desjardins
- Hélène Dorion
- Isabelle Dumais
- Louise Dupré
- Célyne Fortin
- Danielle Fournier
- Andréane Frenette-Vallières
- Jacques Gauthier
- Jonathan Lamy
- Rina Lasnier
- Mona Latif-Ghattas
- Gabrielle Giasson-Dulude
- Michel Julien
- Alexandre L'Archevêque
- Bertrand Laverdure
- Kateri Lemmens
- Paul Chanel Malenfant
- Robert Melançon
- France Mongeau
- Pierre Nepveu
- Jacques Ouellet
- Fernand Ouellette
- Claude Paradis
- Anthony Phelps
- Joël Pourbaix
- Diane Régimbald
- Jean Royer
- Hector Ruiz
- Paul Savoie
- Mathieu Simoneau
- Clarisse Tremblay
- Larry Tremblay
- Élise Turcotte
- Marie Uguay
- Bronwen Wallace
- Louise Warren
- Pierre Yergeau